# Neuroterus quercusbaccarum
Espèce
Neuroterus quercusbaccarum, parfois appelé cynips galle-groseille ou cynips galle-lentille, est une espèce de la famille des « guêpes à galles » ou « mouches à galles », les Cynipidae. Cet insecte est responsable de la formation de galles sur les chênes à feuilles caduques : des galles sphériques à l'allure de groseilles sur les inflorescences mâles ou des galles à l'allure de lentilles sous la face inférieure des feuilles.

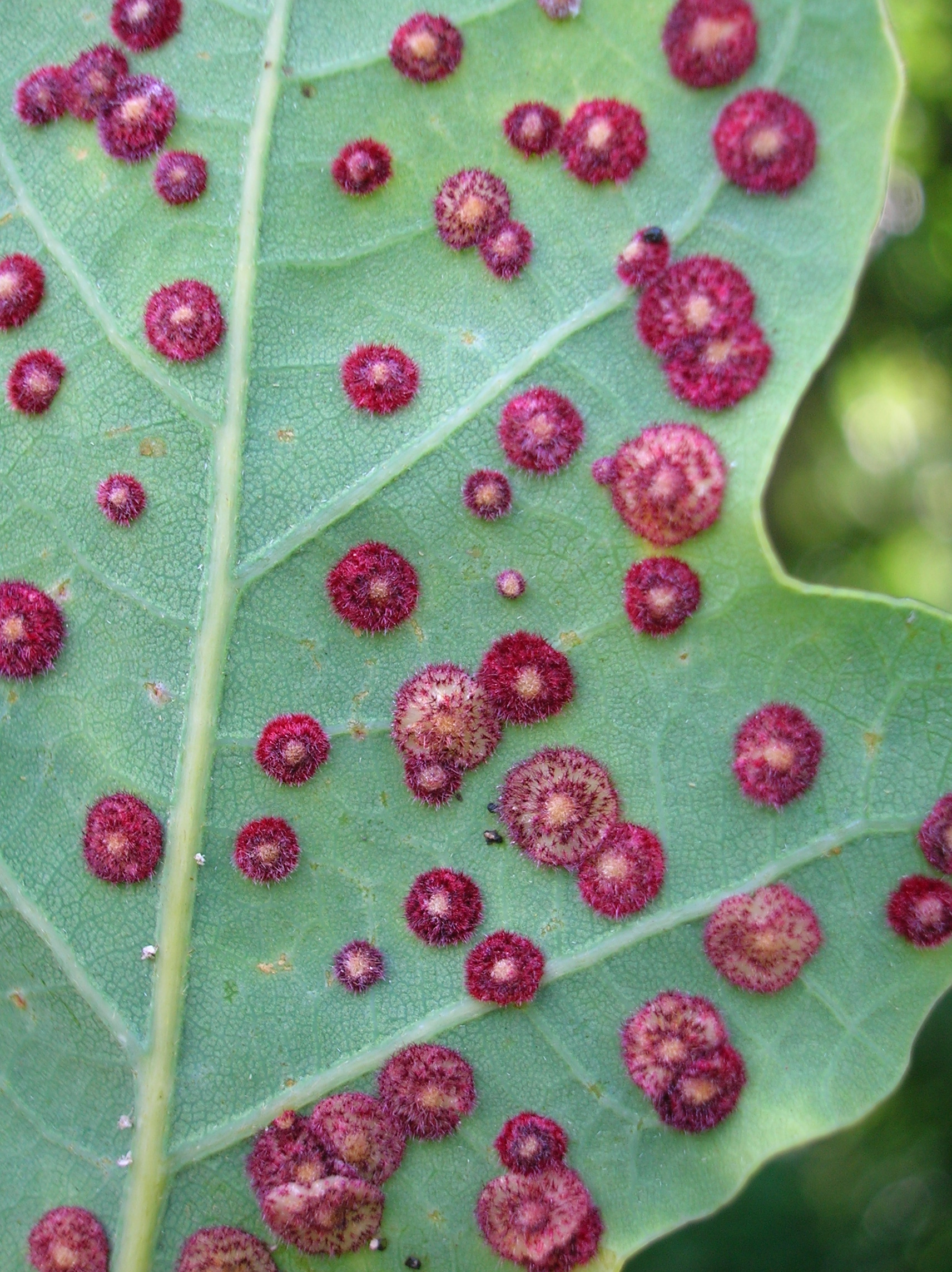
Galles en lentille de Neuroterus quercusbaccarum sous une feuille de chêne.